# Svoronata
Svoronata (greacă Σβορωνάτα) este un oraș în Grecia în prefectura Kefalonia.